# Juan Miranda (Leichtathlet)
Juan Miranda (Juan Doroteo Miranda; * in San Basilio, Provinz Córdoba) war ein argentinischer Mittel- und Langstreckenläufer.
1952 gewann er bei den Leichtathletik-Südamerikameisterschaften in Buenos Aires Bronze über 5000 m.
Bei den Panamerikanischen Spielen 1955 in Mexiko-Stadt siegte er über 1500 m und wurde Fünfter über 800 m.
Nach seinem Tod wurde eine Straße in seinem Wohnort Río Cuarto nach ihm benannt.